# Airspeed Ambassador
Airspeed AS.57 Ambassador var ett tvåmotorigt brittiskt trafikflygplan som byggdes i 23 exemplar. Planet, som flög första gången den 10 juli 1947, var en av de produkter som efter andra världskriget utvecklades enligt den så kallade Brabazon-kommitténs riktlinjer för nya flygplanstyper. Det var ett kolvmotordrivet flygplan som motsvarade typ IIA i Brabazon-kommitténs rapport. Samtidigt utvecklades även den turbopropdrivna Vickers Viscount som initialt kallades för typ IIB. Ambassador fick bara begränsad spridning medan Viscount tillverkades i hundratals exemplar.
British European Airways beställde totalt 20 flygplan och var den främsta användaren av Ambassador. Det användes också av Dan-Air, som var ett av de första bolagen som erbjöd semesterresor där både flyg och hotell ingick, d.v.s. föregångare till våra dagars charterresor.

## Olyckor och incidenter
Två Ambassador-plan var inblandade i allvarliga flygolyckor:
- En Ambassador havererade kort efter start från München den 6 februari 1958. Olyckan blev känd som "Munich Air Disaster" och väckte en enorm uppmärksamhet i Storbritannien eftersom många av de omkomna var medlemmar i det välkända fotbollslaget  Manchester United, i sällskap med supportrar och journalister. 23 av de 44 ombordvarande omkom.
- Den 3 juli 1968 kraschlandade en Ambassador tillhörande BKS Air Transport på London Heathrow. Besättningen dödades, liksom ett antal hästar som ingick i transporten. En parkerad Hawker Siddeley Trident totalförstördes och en annan Trident skadades.